# Integracja europejska
Integracja europejska – określenie stosowane wobec procesu stopniowego integrowania się państw Europy pod względem gospodarczym, prawnym i politycznym. Jej korzeni doszukiwać się można już w starożytności, jednak jej praktyczne przejawy uwidoczniły się dopiero po zakończeniu II wojny światowej, szczególnie po Kongresie Haskim oraz zawarciu Traktatu paryskiego. Obecnie procesy integracyjne w Europie najpełniej realizowane są w ramach Unii Europejskiej, utworzonej 1 listopada 1993 na bazie Wspólnot Europejskich.